# الاستاز

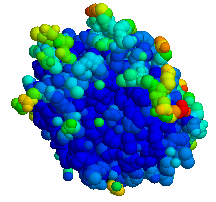
Space-filling model of elastase.

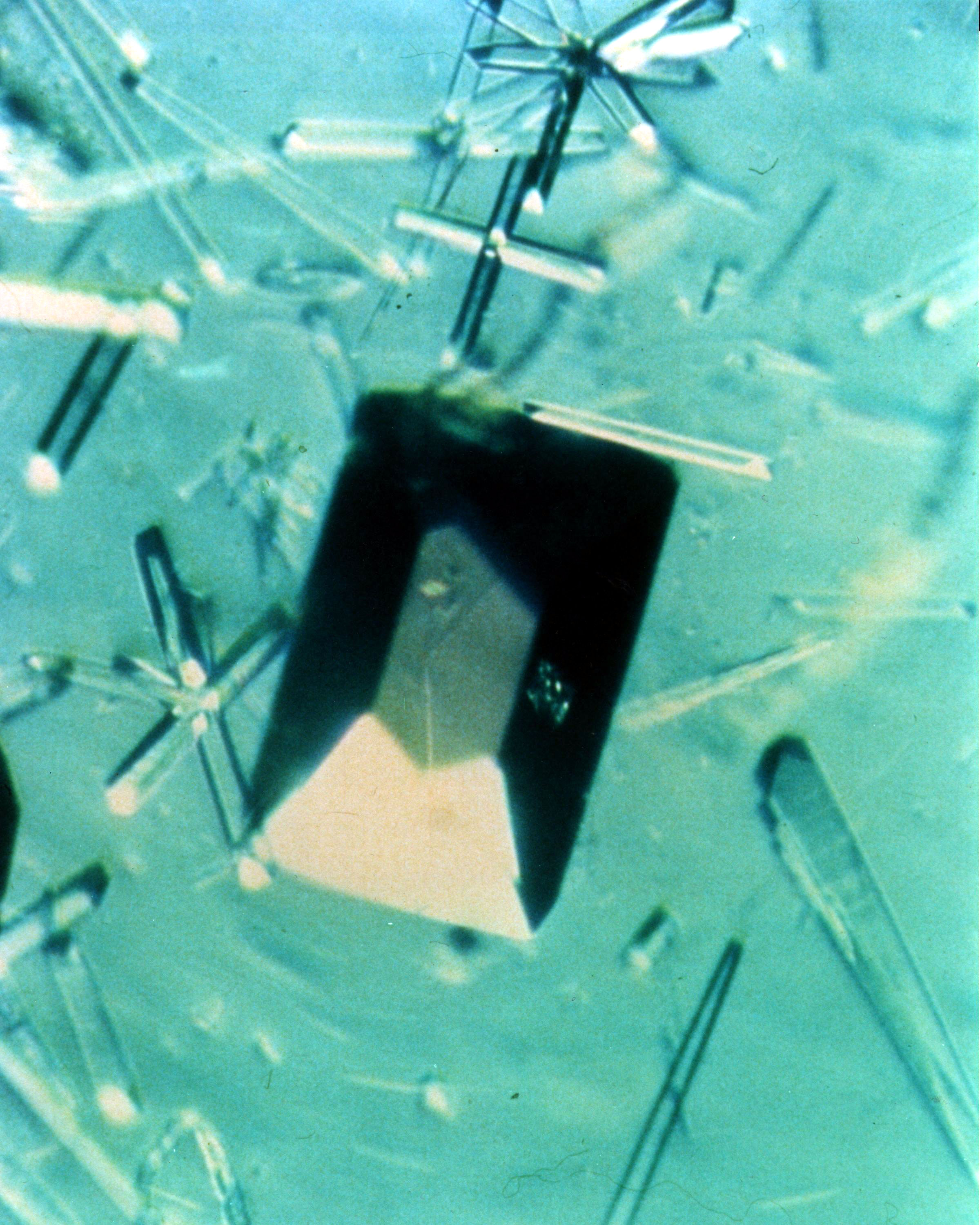
Crystals of porcine elastase.

الاستاز (انگلیسی: Elastase) یک گروه آنزیمی از دسته سرین پروتئاز‌ها است که پروتئین‌ها را تجزیه می‌کند. این آنزیم‌ها در انسان نیز یافت می‌شوند و عملکردی مشابه تریپسین دارند.